# Божил Колев
Божил Колев (болг. Божил Колев, нар. 12 січня 1949) — болгарський футболіст, що грав на позиції півзахисника. По завершенні ігрової кар'єри — тренер.
Виступав, зокрема, за клуб ЦСКА (Софія), а також національну збірну Болгарії, у складі якої був учасником чемпіонату світу 1974 року.

## Клубна кар'єра
Вихованець клубу «Черно море». Дебютував у першій команді «моряків» 13 серпня 1967 року в домашній грі проти столичного ЦСКА (2:3) і за три сезони взяв участь у 76 матчах чемпіонату.
Своєю грою за цю команду привернув увагу представників тренерського штабу клубу ЦСКА (Софія), до складу якого приєднався 1970 року. Відіграв за армійців з Софії наступні дев'ять сезонів своєї ігрової кар'єри. Більшість часу, проведеного у складі софійського ЦСКА, був основним гравцем команди. За цей час п'ять разів виборював титул чемпіона Болгарії та тричі вигравав Кубок Болгарії. За ЦСКА він провів загалом 254 гри і забив 63 голи у чемпіонаті.
Протягом 1979—1981 років знову захищав кольори клубу «Черно море», після чого перейшов до кіпрської «Омонії», яку тренував болгарин Васіл Спасов. Офіційно дебютував за островитян 16 вересня 1981 року у першому раунді Кубка європейських чемпіонів проти португальської «Бенфіки» на «Естадіо да Луж». Він також зіграв 90 хвилин у матчі-відповіді на Кіпрі 30 вересня, який його команда програла з рахунком 0:1. Згодом Колев провів 4 гри в місцевому чемпіонаті, але отримав серйозну травму, через яку змушений був завершити кар'єру у віці 32 років .

## Виступи за збірну
28 грудня 1969 року дебютував в офіційних матчах у складі національної збірної Болгарії в товариській грі проти Марокко (3:3).
У складі збірної був учасником чемпіонату світу 1974 року у ФРН, де зіграв 90 хвилин у всіх трьох матчах Болгарії проти Швеції, Уругваю та Нідерландів, але болгари не виграли жодної гри та не змогли пройти груповий етап.
Загалом протягом кар'єри у національній команді, яка тривала 12 років, провів у її формі 60 матчів, забивши 8 голів.

## Кар'єра тренера
Розпочав тренерську кар'єру невдовзі по завершенні кар'єри гравця, 1985 року, очоливши тренерський штаб клубу «Черно море», де працював до 1989 року, після чого тренував кіпрські команди «Омонія» та «Неа Саламіна», а згодом у 1992—1994 роках знову тренував «Черно море».
У 1994 році очолював тренерський штаб клубу ЦСКА (Софія), 1996 року став головним тренером команди «Автотрейд» (Аксаково), яку тренував один рік.
У 1997–1998 роках був помічником головного тренера збірної Болгарії Христо Бонєва, в тому числі і у фінальній частині чемпіонату світу 1998 року у Франції.
Останнім місцем тренерської роботи був клуб «Черно море», який Божил очолив втретє і головним тренером був з 2000 по 2001 рік.

## Титули і досягнення
- Чемпіон Болгарії (5):

ЦСКА (Софія): 1970/71, 1971/72, 1972/73, 1974/75, 1975/76
- Володар Кубка Болгарії (3):

ЦСКА (Софія): 1971/72, 1972/73, 1973/74
- Чемпіон Кіпру (1):

«Омонія»: 1981/82
- Володар Кубка Кіпру (1):

«Омонія»: 1981/82